# Musée des métiers de la chaussure
Le Musée des Métiers de la Chaussure, initialement appelé Musée de l'Industrie Régionale de la Chaussure, de Saint-André-de-la-Marche (Maine-et-Loire, France) est un musée fondé en 1995 et situé dans une ancienne usine de 1919, classée patrimoine industriel bâti.

## Description
On y découvre la fabrication des chaussures tant d'un point vue artisanal (métiers de cordonniers et de sabotiers) qu'industriel (de la création à la finition, les principales étapes de la conception). Il possède également une collection de plus de 3000 chaussures dont une partie est exposée de façon permanente. Chaque année, une nouvelle exposition temporaire présente un thème différent autour du thème ou d'une période. Il est le seul musée en France consacré aux métiers de la chaussure, possédant plus d'une centaine de machines industrielles des années 1880 aux années 1970, dont la plupart fonctionne toujours.

Le musée
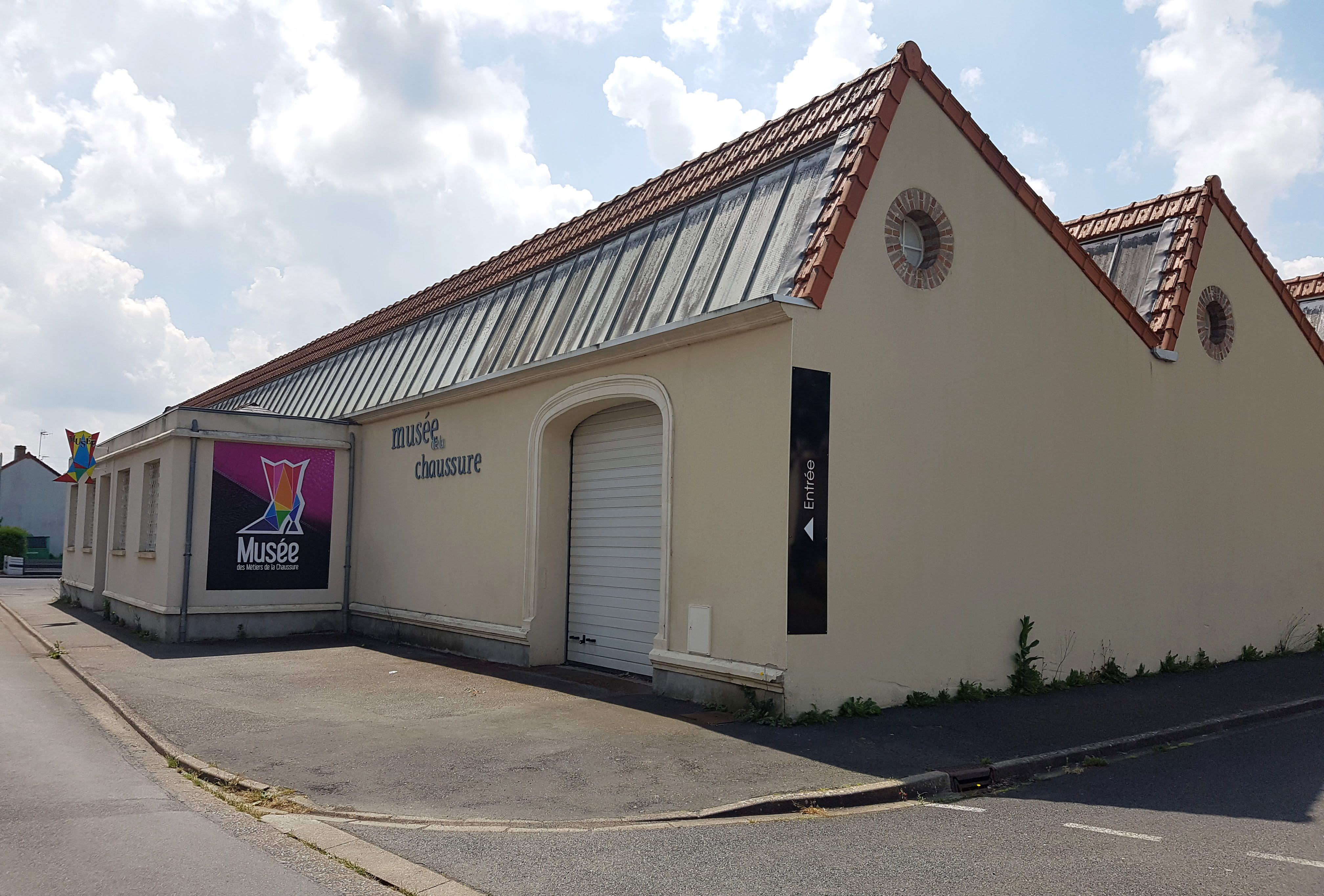
Vue extérieure
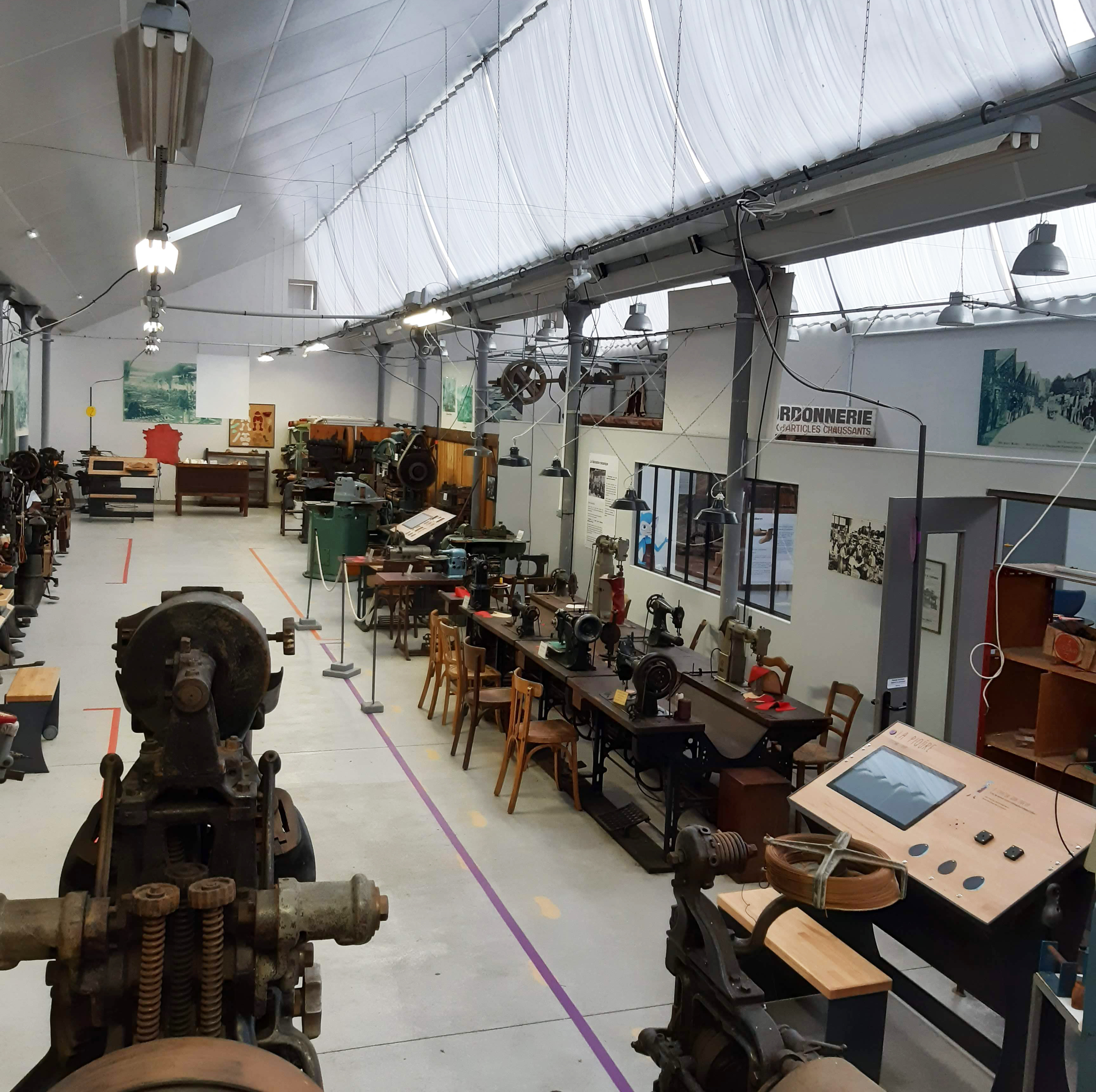
Vue intérieure

Le musée est composé de quatre sections :
- La fabrication artisanale avec la saboterie et la cordonnerie ;
- La conception industrielle des chaussures à l'aide de machines ;
- Les collections de chaussures classées par thème : les métiers, les pays, les sports, les enfants, etc. ;
- Un espace d'exposition temporaire dont le sujet change annuellement.